# Uzbekistan Super League 2020
Die Uzbekistan Super League 2020, aus Sponsorengründen auch als Coca-Cola Uzbekistan Super League bekannt, war die 29. Spielzeit der höchsten usbekischen Fußballliga seit ihrer Gründung im Jahr 1992. Die Saison begann am 27. Februar und endete am 3. Dezember 2020. Titelverteidiger war Lokomotiv Taschkent.
Am 16. März wurden alle Fußballwettbewerbe in Usbekistan aufgrund der COVID-19-Pandemie verschoben. Am 20. Juli wurde die Uzbekistan Super League aufgrund der COVID-19-Pandemie in Usbekistan zum zweiten Mal ausgesetzt, wobei am 24. Juli bekannt gegeben wurde, dass die Liga am 3. August mit den geplanten Spielen der 10. Runde wieder aufgenommen wird.

## Teilnehmer
| Verein                | Standort            | Stadion                  |
| --------------------- | ------------------- | ------------------------ |
| AGMK                  | Olmaliq             | AGMK Stadion             |
| FK Andijon            | Andijon             | Sogʻlom-Avlod-Stadion    |
| FK Buxoro             | Buxoro, Buxoro      | Buxoro Arena             |
| Bunyodkor Taschkent   | Taschkent           | Bunyodkor-Stadion        |
| Qoʻqon 1912           | Qoʻqon, Fargʻona    | Kokand Stadion           |
| Lokomotiv Taschkent   | Taschkent           | Lokomotiv-Stadion        |
| FK Mashʼal Muborak    | Muborak             | Bahrom Vafoev Stadion    |
| Metallurg Bekobod     | Bekobod, Taschkent  | Metallurg Stadium        |
| Nasaf Karschi         | Qarshi, Qashqadaryo | Zentralstadion Qarshi    |
| Navbahor Namangan     | Namangan, Namangan  | Markaziy Stadion         |
| Paxtakor Taschkent    | Taschkent           | Paxtakor-Zentral-Stadion |
| Qizilqum Zarafshon    | Zarafshon, Navoiy   | Progress Stadion         |
| FK Soʻgʻdiyona Jizzax | Jizzax, Jizzax      | Sogdiana Stadion         |
| Surkhon Termez        | Fargʻona, Fargʻona  | Alpamish Stadion         |

## Tabelle
| Pl.                    | Verein                 | Sp. | S  | U  | N  | Tore    | Diff. | Punkte |
| ---------------------- | ---------------------- | --- | -- | -- | -- | ------- | ----- | ------ |
| 1.                     | Paxtakor Taschkent (M) | 26  | 21 | 2  | 3  | 076:180 | +58   | 65     |
| 2.                     | Nasaf Karschi          | 26  | 15 | 8  | 3  | 047:190 | +28   | 53     |
| 3.                     | AGMK                   | 26  | 14 | 7  | 5  | 039:280 | +11   | 49     |
| 4.                     | Bunyodkor Taschkent    | 26  | 12 | 7  | 7  | 043:360 | +7    | 43     |
| 5.                     | Qoʻqon 1912            | 26  | 13 | 3  | 10 | 035:280 | +7    | 42     |
| 6.                     | FK Soʻgʻdiyona Jizzax  | 26  | 10 | 8  | 8  | 034:320 | +2    | 38     |
| 7.                     | Metallurg Bekobod      | 26  | 10 | 6  | 10 | 030:300 | ±0    | 36     |
| 8.                     | Navbahor Namangan      | 26  | 8  | 11 | 7  | 024:210 | +3    | 35     |
| 9.                     | Lokomotiv Taschkent    | 26  | 10 | 5  | 11 | 028:380 | −10   | 35     |
| 10.                    | FK Mashʼal Muborak (N) | 26  | 8  | 5  | 13 | 023:310 | −8    | 29     |
| 11.                    | Qizilqum Zarafshon     | 26  | 5  | 10 | 11 | 019:370 | −18   | 25     |
| 12.                    | Surkhon Termez         | 26  | 4  | 5  | 17 | 017:440 | −27   | 17     |
| 13.                    | FK Andijon             | 26  | 2  | 10 | 14 | 016:380 | −22   | 16     |
| 14.                    | FK Buxoro              | 26  | 1  | 11 | 14 | 019:500 | −31   | 14     |
| Stand: Saisonende 2019 |                        |     |    |    |    |         |       |        |

| Zum Saisonende 2019: |
| Meister und Qualifikation die Gruppenphase der AFC Champions League Qualifikation für Gruppenphase des AFC Cup Relegation Abstieg in die zweite Liga |

## Torschützenliste
Stand: Saisonende 2020
| Platz | Spieler                  | Mannschaft                    | Tore |
| ----- | ------------------------ | ----------------------------- | ---- |
| 1.    | Dragan Ćeran             | Paxtakor Taschkent            | 20   |
| 2.    | Bobur Abduxoliqov        | Nasaf Karschi                 | 17   |
| 3.    | Igor Sergeyev            | Paxtakor Taschkent            | 16   |
| 4.    | Murod Kholmukhamedov     | Qoʻqon 1912                   | 12   |
| 4.    | Shokhruz Norkhonov       | FK Soʻgʻdiyona Jizzax         | 12   |
| 6.    | Nurillo Tukhtasinov      | Bunyodkor Taschkent           | 11   |
| 7.    | Eren Derdiyok            | Paxtakor Taschkent            | 9    |
| 7.    | Dostonbek Hamdamov       | Paxtakor Taschkent            | 9    |
| 9.    | Shakhzod Ubaydullaev     | Metallurg Bekobod             | 8    |
| 9.    | Azizbek Turgʻunboyev     | Navbahor Namangan             | 8    |
| 9.    | Khursid Giyosov          | Bunyodkor Taschkent           | 8    |
| 9.    | Oleksandr Kasyan         | Surkhon Termez                | 8    |
| 13.   | Elgudscha Grigalaschwili | AGMK                          | 7    |
| 14.   | Jaloliddin Masharipovv   | Paxtakor Taschkent            | 6    |
| 14.   | Jamshed Khasanov         | FK Andijon Qizilqum Zarafshon | 6    |
| 14.   | Stanislav Andreev        | Metallurg Bekobod             | 6    |
| 14.   | Marko Stanojević         | Nasaf Karschi                 | 6    |
| 14.   | Temurkhuja Abdukholiqov  | Lokomotiv Taschkent           | 6    |
| 14.   | Marat Bikmayev           | Lokomotiv Taschkent           | 6    |
| 14.   | Khumoyun Murtozoyev      | FK Mashʼal Muborak            | 6    |
| 14.   | Shakhboz Erkinov         | Bunyodkor Taschkent           | 6    |

## Hattricks
Stand: Saisonende 2019
| Spieler      | Verein             | Gegnerischer Verein | Ergebnis  | Datum           |
| ------------ | ------------------ | ------------------- | --------- | --------------- |
| Dragan Ćeran | Paxtakor Taschkent | FK Buxoro           | 3 : 0 (H) | 8. März 2020    |
| Dragan Ćeran | Paxtakor Taschkent | FK Buxoro           | 4 : 1 (H) | 21. August 2020 |

## Assists
| Platz | Name                  | Mannschaft            | Assists |
| ----- | --------------------- | --------------------- | ------- |
| 1.    | Jaloliddin Masharipov | Paxtakor Taschkent    | 14      |
| 2.    | Dragan Ćeran          | Paxtakor Taschkent    | 8       |
| 3.    | Jasur Hasanov         | FK Soʻgʻdiyona Jizzax | 7       |
| 4.    | Sherzod Karimov       | Surkhon Termez        | 6       |
| 4.    | Sanjar Kodirkulov     | Bunyodkor Taschkent   | 6       |
| 4.    | Murod Toshmatov       | AGMK                  | 6       |